# Музей на килиите на КГБ
Музеят на килиите на КГБ (на естонски: KGB Kongide Muuseum) в град Тарту, Естония.
разположен е в „Сивата къща“, в която през 1940-те и 1950-те години се помещават местни служби на Народния комисариат на вътрешните работи (НКВД) и Комитета за държавна сигурност на СССР.
Подземният етаж с килии за затворници е отворен за посетители. Част от килиите, арестите и коридорите в подземния етаж са възстановени в оригиналния им вид. В останалите килии е разположена изложба, показваща историята на естонското съпротивително движение и престъпленията по време на Естонска ССР. Сред изложените обекти са съветски планове за депортационни операции; листовки на студентски нелегални организации; обекти от затворническите лагери ГУЛАГ, както и други снимки и документи, илюстриращи естонската история.